# 亨利·皮茨
亨利·加布里埃爾·皮茨（法語：Henri Gabriel Putz；1859年1月26日—1925年2月22日），是一位法國陸軍將領，在第一次世界大戰前期西線戰場擔任要職，負責指揮第七軍團。